# کوه آراد
کوه آراد یک رشته کوه کوچک در یک منطقه باستانی یا با نام آراد کوه در یک محوطه تاریخی در بخش فشافویه و از غرب به شهرک صنعتی شمس آباد و از شمال و شمال شرقی به شهرری و از جنوب به دشت فشافویه و ورامین واقع شده است.
چشمه گر آب در دامنه جنوبی این رشته کوه واقع شده است. از این کوه به نام (اراده) هم یاد شده‌است. همچنین در یک نقشه متعلق به سال ۱۳۰۷ هجری قمری دوره ناصرالدین‌شاه قاجار که توسط دو نفر از مهندسین ایرانی وقت ترسیم شده بود. از کوه آراد با نام کوه (آراد) یاد شده‌است. همچنین در کتاب جغرافیای مفصل ایران کوه آراد با نام کوه (حسن‌آباد و کنارگرد) ذکر شده‌است.

## بی توجهی به منابع طبیعی
متاسفانه با بی توجهی به نام این رشته کوه کوچک و عدم معرفی صحیح و ضعیف در جنوب شهرری، از عنوان آرادکوه برای پسماند زباله استفاده شده و آراد کوه ناشناخته مانده است.